# Evangelický kostel (Hodslavice)
Evangelický kostel v Hodslavicích v okrese Nový Jičín je památkově chráněný klasicistní chrám Českobratrské církve evangelické.

## Historie sboru a původního kostela
V Hodslavicích a okolí přečkalo dobu protireformace mnoho tajných nekatolíků (scházeli se v lesích), po vydání tolerančního patentu v roce 1782 vytvořili jeden z prvních augspurských sborů na Moravě. Evangelíkům se v Hodslavicích a okolí hlásila více než polovina obyvatel, přes 900 lidí.

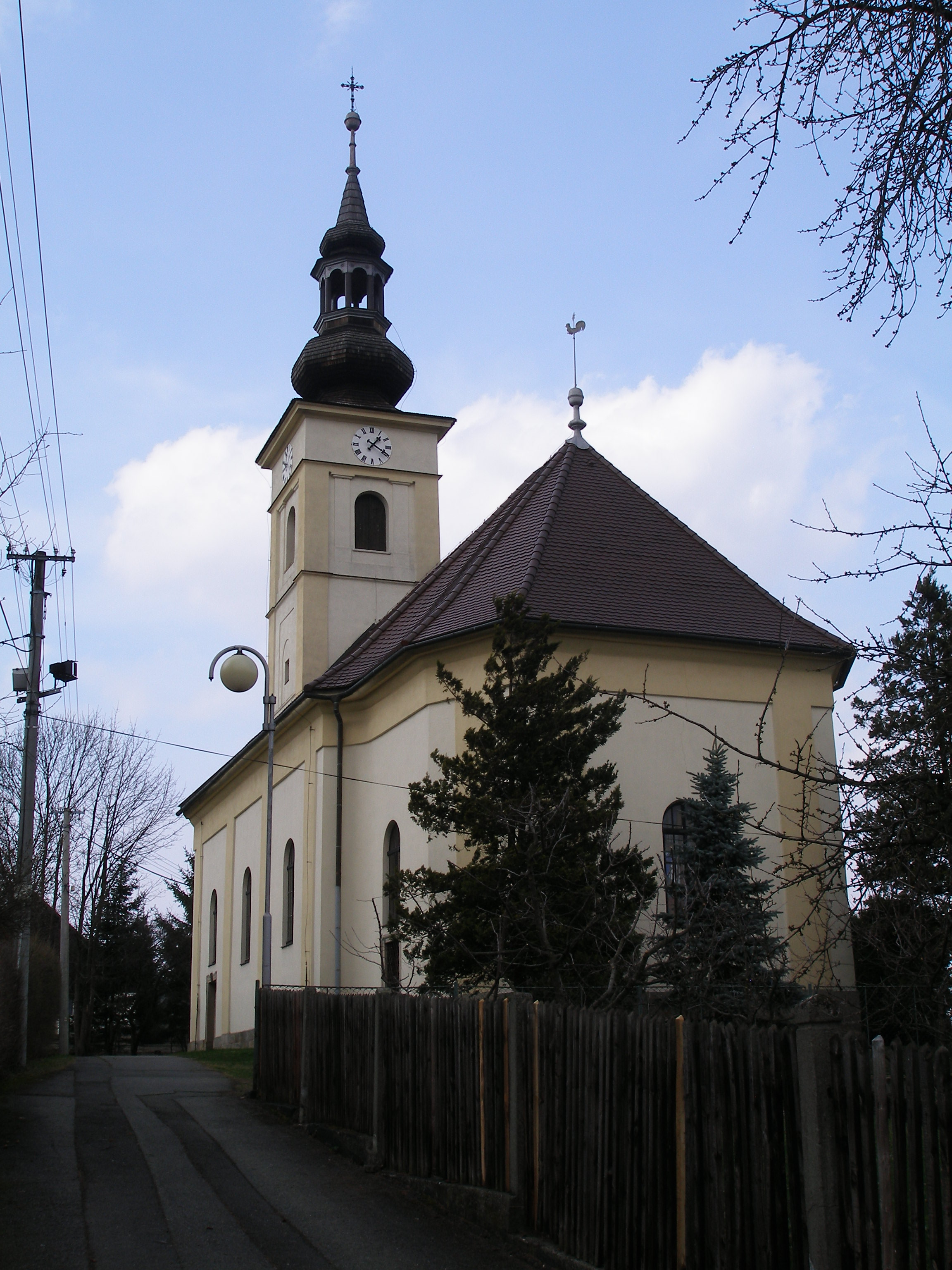
Evangelický kostel

Zprvu se kázalo ve stodolách, stavba dřevěného tolerančního kostela začala v roce 1783. Na počátku 19. století byl poškozen vichřicí a musel být stržen, podoba kostela se nedochovala. Dřevo strženého kostela bylo použito na stavbu školy.
Po vzniku Československa sbor vstoupil do Českobratrské církve evangelické.

## Kostel
Základní kámen nového klasicistního kamenného kostela byl položen 29. června 1813. Sbor sháněl velmi těžce finance pro stavbu, pro jejich nedostatek byla stavba dokončena až v roce 1819. Kostel nahradil původní dřevěný; pamětní listina uvádí, že ten stál „čtyři sáhy níže než tento nynější stojí“.
Kostel je podélná jednolodní budova s polygonálně ukončeným presbytářem. Původně měl kostel malá okna, byl bez věže a zvonů, s dřevěnou kruchtou a hlavním vchodem směrem do polí, jak nařizoval toleranční patent. Loď je zaklenuta plackovou klenbou a presbytář lunetovými výsečemi. 

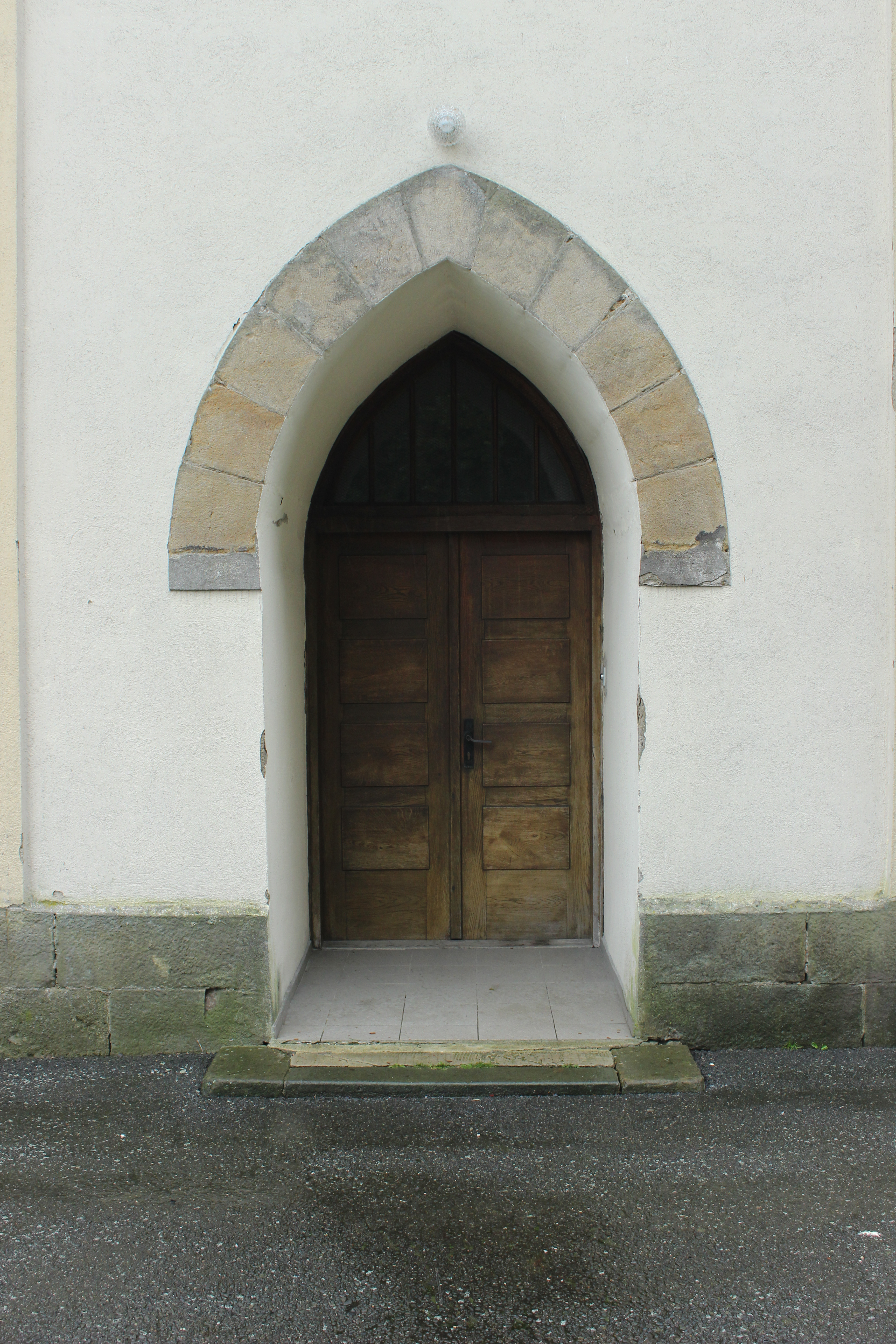
Vchod do kostela

Těsně po dostavbě a otevření evangelického kostela v něm na přání matky při své návštěvě Hodslavic pronesl své první a jediné kázání František Palacký, čerstvý absolvent evangelického lycea v Prespurku.
Vstupní čtyřboká věž se dvěma zvony a věžními hodinami byla přistavena až po zrušení tolerančních omezení v roce 1851–1852, současně byla zvětšena okna. Věž kostela je třípatrová s cibulovou bání a otevřenou lucernou. Kostel byl prvním evangelickým kostelem s věží na Moravě
V roce 1891 byl v kostele instalován nový oltář, v roce 1905 dostal novou střechu. Velká oprava byla provedena v roce 1930, nejnákladnější oprava s podstatnou změnou interiéru proběhla v letech 1951–1952 za působení faráře Josefa Ondrucha.  Další větší rekonstrukce se uskutečnila v padesátých letech 20. století.

## Novodobá rekonstrukce kostela
Farní sbor začal zvažovat a připravovat projekt opravy kostela, který by vyřešil technické problémy a současně upravil interiér pro širší využití. Rekonstrukci interiéru kostela zpracovalo pražské architektonické studio OBJEKTOR ve spolupráci s architektem Kamilem Mrvou. Úpravy navrhli architekti Václav Šuba a Jakub Červenka v roce 2019. Rekonstrukce přispěla k využívání kulturní památky nejen pro sborový život, ale i kulturní život obce. V presbytáři je instalováno multifunkční pódium s novým mobilním stolem Páně, čímž byly zvýrazněny vitráže kostela. Lavice, kazatelna a dřevěné balustrády byly repasovány bez změny tvaru. Za vstupní předsíní bylo navrženo zázemí pro církevní i společenské aktivity. Varhany na kruchtě musily být kvůli špatnému technickému stavu odstraněny, na jejich místě byl umístěn nábytek pro archivaci fragmentů kostela a dokumenty obce. Přestavbou vynikla mohutnost a krása kleneb. Rekonstrukce kostela byla vyznamenána cenou Grand Prix obce architektů v kategorii interiér za rok 2019 a současně nominována na Cenu za architekturu.

## Evangelická škola

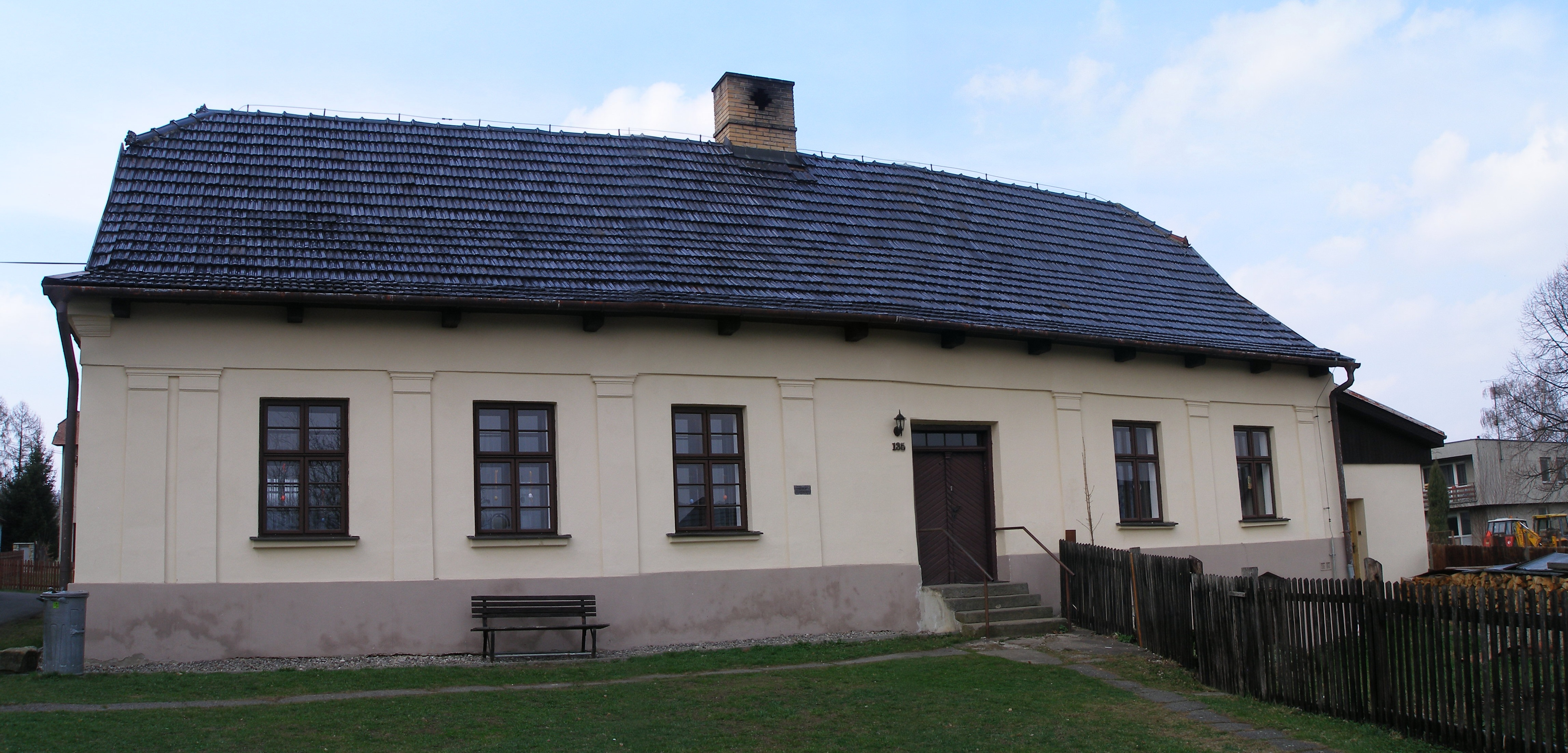
Bývalá evangelická škola

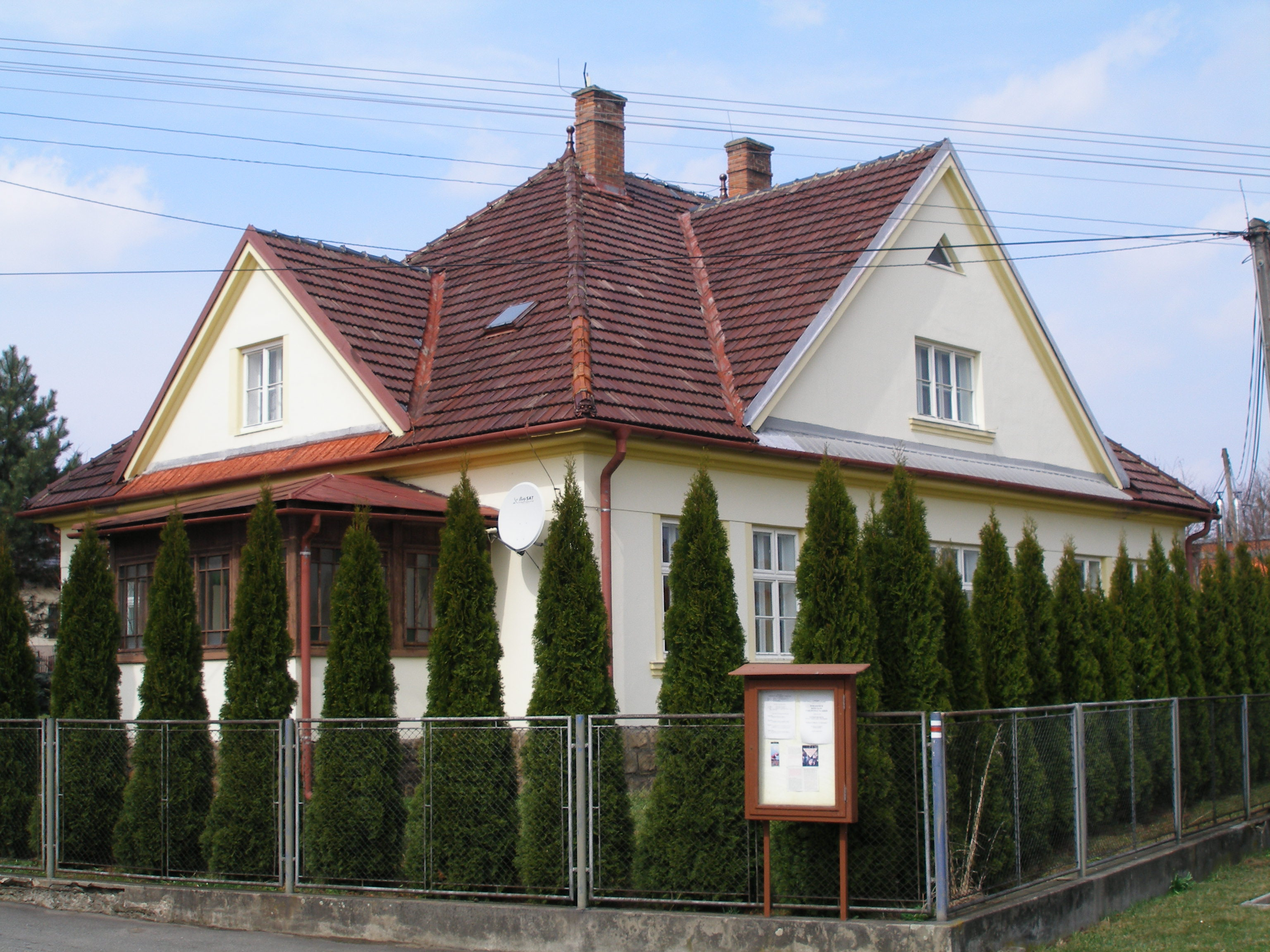
Evangelická fara

Evangelická škola byla zřízena v obci již v roce 1782, učilo se v pronajatých prostorách v různých soukromých domech. Od roku 1786 vyučoval Jiří Palacký, otec Františka Palackého, ve vlastním domě čp. 108, tím byla výuka spořádanější.
Vlastní dřevěná školní budova byla postavena až roku 1820 na pozemku s čp. 75. V této škole se učilo do roku 1845, téhož roku byla postavena nová zděná školní budova. V obci fungovala od roku 1856 i katolická škola, evangelické škole bylo odepřeno právo veřejnosti. To získala až v roce 1889, když předtím od roku 1871 zřídila druhou třídu v budově fary. V roce 1901 se stala obecní školou v nové budově. V Hodslavicích dále fungovaly školy dvě: dvoutřídní katolická a čtyřtřídní evangelická.
Škola je přízemní zděný dům vedle evangelického kostela. Hlavní vstup do budovy je dřevěnými dvoukřídlými dveřmi (pravděpodobně původními), v bývalé školní třídě je zachován trámový strop. Vstupní síň je částečně klenutá. Budova je zastřešena polovalbovou střechou se zděnými štíty. Střešní tašky nahradily původní šindelovou krytinu. V roce 1996 byla provedena obnova střešní konstrukce dle projektu firmy Báňské projekty Valašské Meziříčí.
Školu navštěvoval evangelický filozof a významný člen evangelické církve Josel Lukl Hromádka. V současné době bývalá škola slouží jako sborový dům a je Památníkem teologa Josefa Lukla Hromádky.

## Evangelická fara
První fara byla postavena před rokem 1785, moderní fara pochází z let 1925–1926, kdy byla postavena nákladem 130 000 Kč.

## Evangelický hřbitov
Církev v obci vlastní evangelický hřbitov založený v roce 1857 a rozšířený v roce 1913.